# Zentralbau

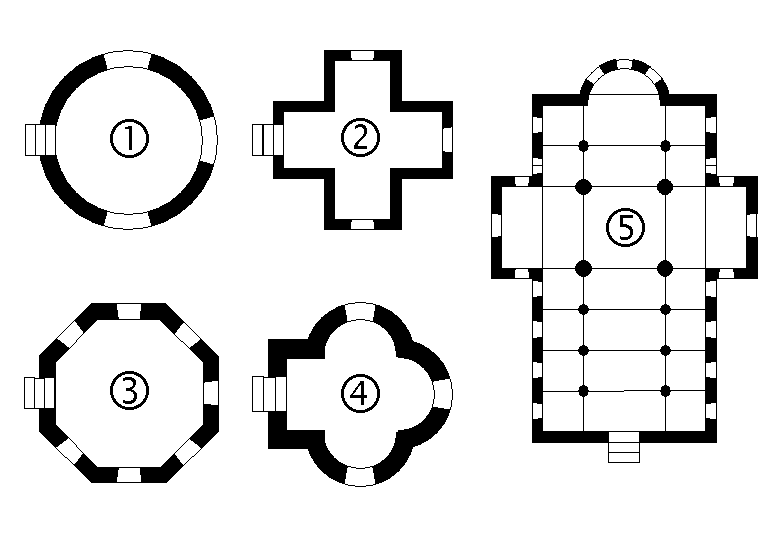
Schemata häufiger Zentralbaugrundrisse: 1. Rotunde 2. Griechisches Kreuz 3. Oktogon 4. Trikonchos. Zum Vergleich: 5. Längsbau

Ein Zentralbau ist ein Bauwerk, dessen Hauptachsen gleich lang sind oder nur geringfügig differieren, im Unterschied zu einem Längsbau, etwa einer Basilika. Mögliche Grundrisse eines Zentralbaus sind kreisförmig (Rotunde), oval, quadratisch, kreuzförmig, sechseckig, oktogonal auch nonagonal oder höher polygonal. Der obere Abschluss erfolgt, freitragend oder mit Hilfe von einer oder mehreren Stützen, durch eine Decke, ein Gewölbe oder eine Kuppel. Er kann von einem Umgang umschlossen sein und/oder sich zu Kapellen, Nischen und Anräumen öffnen.

## Begriffsanwendung
Die Bezeichnung „Zentralbau“ kann als gebäudekundlicher Terminus auf Gebäude unterschiedlicher Nutzung angewandt werden, findet allerdings üblicherweise besonders bei der Typologie von Sakralbauten Verwendung (insbesondere bei Kirchen und Moscheen). Mausoleen (z. B. das Taj Mahal in Agra, Indien) oder Kapitelhäuser (z. B. an der Kathedrale von Lincoln) bilden Übergange von der sakralen zur profanen Architektur, in welcher Zentralbauten ebenfalls vertreten sein können.

## Geschichtliche Entwicklung

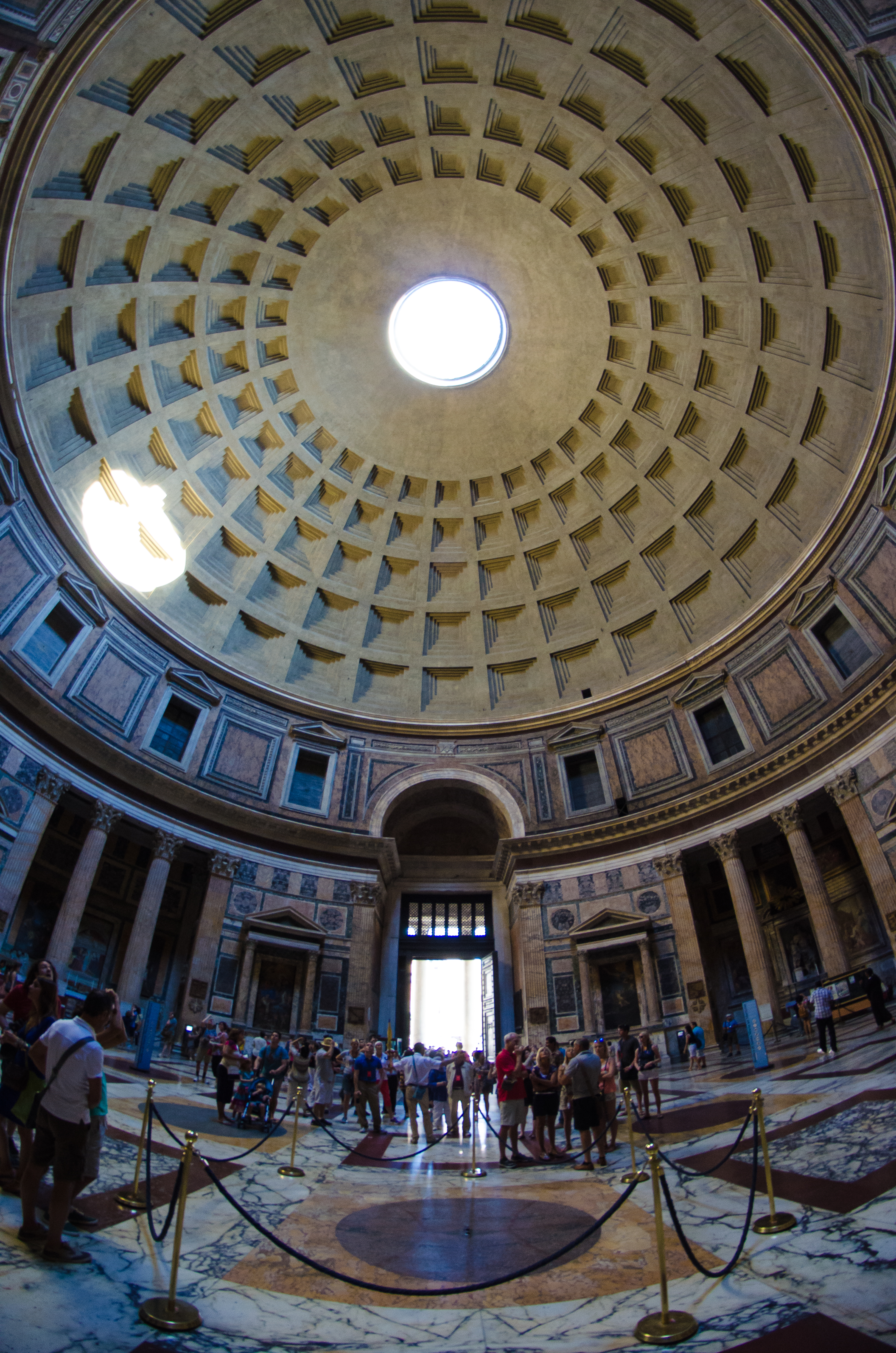
Pantheon in Rom (um 125 n. Chr.)

Die Zentralbauten sind vermutlich aus Grabbauten des Altertums hervorgegangen. Frühe Beispiele sind die zum Teil als Rundbauten errichteten Tempel der Antike, z. B. das Pantheon (Rom) und der spätantike Konchenovalbau aus der Mitte des 4. Jahrhunderts n. Chr. von St. Gereon (Köln) in Köln sowie die Hagia Sophia in Konstantinopel.
In der byzantinischen Architektur sind Zentralbauten in antiker Tradition ebenso verbreitet wie in der islamischen Architektur mit dem Felsendom aus der Umayyadenzeit als erstem bedeutenden Vertreter und besonders in der osmanischen Architektur, wo sie für die Moschee eine der kanonischen Bauformen darstellen.
In der abendländischen Architektur, in der Längsbauten vorherrschen, sind sie dagegen verhältnismäßig selten und zumeist auf kleinere Dimensionen beschränkt. Karl der Große knüpfte mit dem Zentralbau des heutigen Aachener Doms, der Pfalzkapelle seiner Aachener Pfalzanlage, bewusst an spätantike Formen an, nämlich an die der Kirche San Vitale in Ravenna, das im 5. Jahrhundert die letzte Hauptstadt des Weströmischen Reichs war. Dergestalt demonstriert Karl architektonisch die renovatio imperii und seinen Anspruch auf die Kaiserwürde.
Dieser Bau fand in der Romanik einige Nachahmer, ansonsten blieben Zentralbauten beschränkt auf besondere Fälle wie Grabkirchen, Taufkirchen oder Nachbildungen des Heiligen Grabes, etwa die unter Abt Eigil von Fulda errichtete, von Hrabanus Maurus konzipierte Friedhofskirche St. Michael zu Fulda von 822. Über dem Konchenovalbau von St. Gereon in Köln wurde zu Beginn des 13. Jahrhunderts ein Dekagon errichtet, das den größten freitragend überwölbten Zentralbau des Mittelalters nördlich der Alpen darstellt. Insbesondere in Italien haben Taufkirchen eine gewisse Tradition, so in Florenz, Pisa oder Parma. Später in der Gotik war der „unfranzösische“ Zentralbau eine absolute Ausnahmeerscheinung, etwa bei der Liebfrauenkirche in Trier oder die zwischen 1330 und 1370 errichtete, später barockisierte Kirche von Kloster Ettal.
In der byzantinischen Architektur spielte der Zentralbau besonders in Gestalt von Kreuzkuppelkirchen mit Trikonchos eine weitaus größere Rolle. Seltener waren die symmetrischen Tetrakonchen, die jedoch in der frühchristlichen armenischen (Etschmiadsin, Mastara) und georgischen Architektur (Dschwari) am Anfang einer Entwicklung verschiedener Zentralbautypen standen. Kompliziertere Anlagen besitzen sechs im Kreis angeordnete Konchen innerhalb eines Hexagons (Gregorkirche von Ani, 10. Jahrhundert) oder bilden mit acht Konchen ein Oktogon (Kathedrale des Gregor von Nazianz im 4. Jahrhundert in Zentralanatolien; Zoravar und Irind im 7. Jahrhundert in Armenien). Eine seltene Form sind die Strebenischenbau genannten Zentralbauten mit vier halbrunden Konchen, die direkt miteinander verbunden sind und im Grundriss einen Vierpass ergeben. Der bedeutendste armenische Strebenischenbau war die Kathedrale von Swartnoz aus dem 7. Jahrhundert, der bedeutendste georgische die Rundkirche von Bana aus dem 10. Jahrhundert.
In der italienischen Renaissance trat mit dem Wiederaufleben des Kuppelbaus auch der Zentralbau stärker in den Vordergrund. Der Architekt Andrea Palladio setzte auch Profanbauten wie die berühmte Villa Rotonda als streng symmetrischen Zentralbau um.
Auch im Sakralbau gab es einige neue Kirchenbauten, die als Zentralbau angelegt waren, jedoch förderte die zeitgenössische Liturgie eher die Form des Langbaus. So wurde der Zentralbau meist mit einem Langhaus verbunden, zum Beispiel beim Petersdom (Rom): Der ursprüngliche Entwurf Bramantes von 1506 sah einen Zentralbau in Form eines griechischen Kreuzes vor. Erst nach einer Planänderung Carlo Madernos wurde er in seiner heutigen basilikalen Form fertiggestellt.
Durch die Reformation gewann die Wortverkündigung, die Predigt, an Gewicht gegenüber dem einen der beiden evangelischen Sakramente, dem Abendmahl. Um eine bessere Hörbarkeit zu erreichen, wurde die Kanzel auf dem Hintergrund der frühen reformatorischen Kirchenordnungen (Württemberg, Hessen und andere Landeskirchen) möglichst weit in den Mittelpunkt der Gemeinde gerückt (Predigtkirchen, Querkirchen), was später in vereinzelten protestantischen Zentralbau-Neubauten am besten möglich war.
Im 20. und 21. Jahrhundert entstanden und entstehen vereinzelt kirchliche Zentralbauten, bei denen der Altar in der Mitte der kreisförmig versammelten Gemeinde angelegt wurde, so z. B. in der St.-Hedwigs-Kathedrale in Berlin nach ihrem Umbau (2018–2024) oder in der vergleichsweise kleinen Kirche St. Laurentius in Buchbach im Frankenwald. Diese Tendenz ist großenteils ausgelöst durch Bestrebungen der Liturgischen Bewegung in der katholischen und der evangelischen Kirche sowie durch die Liturgiereform in der katholischen Kirche in Folge des 2. Vatikanischen Konzils.

### Beispiele

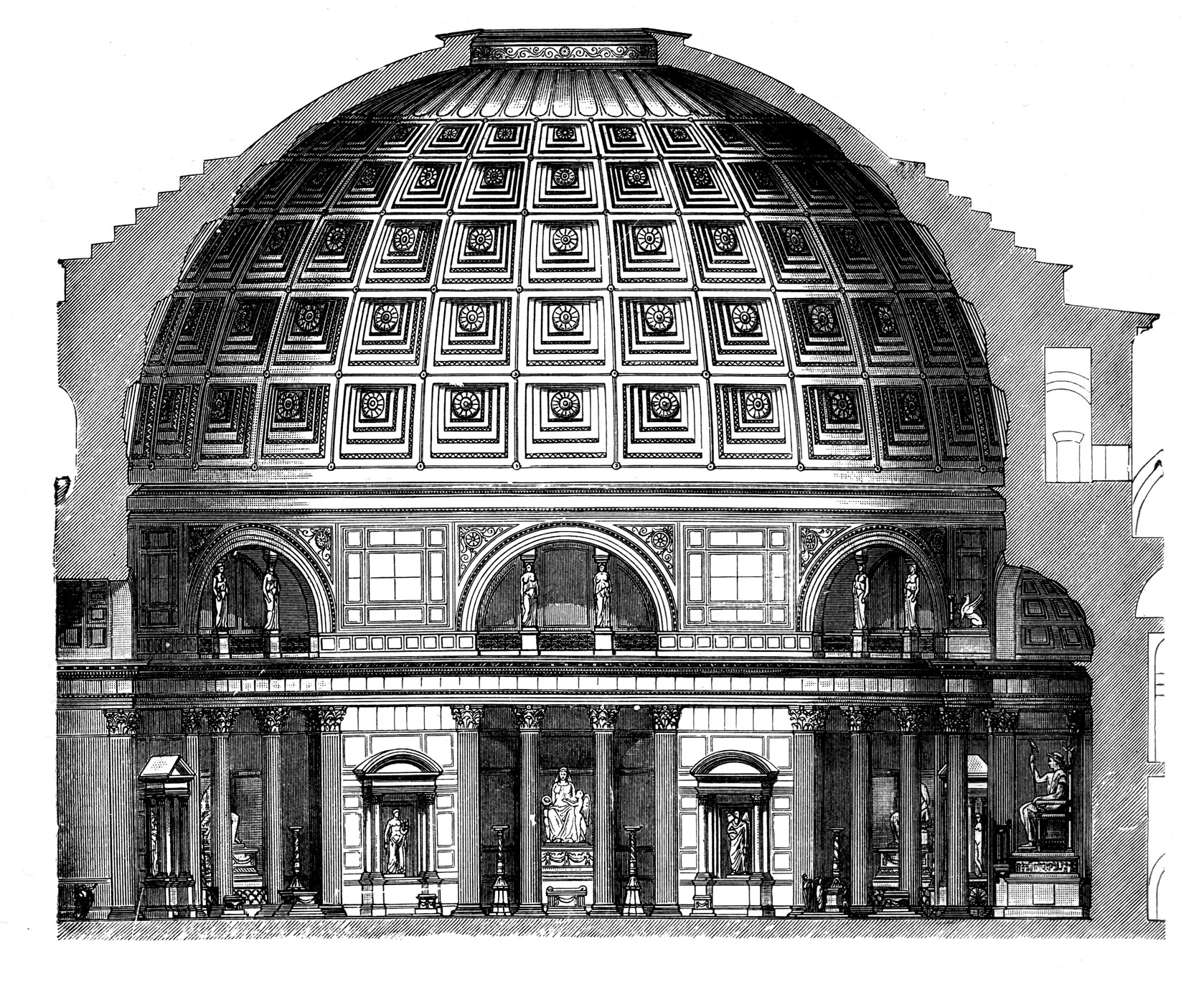
Querschnitt des Pantheons in Rom, Anfang des 2. Jh. n. Chr.
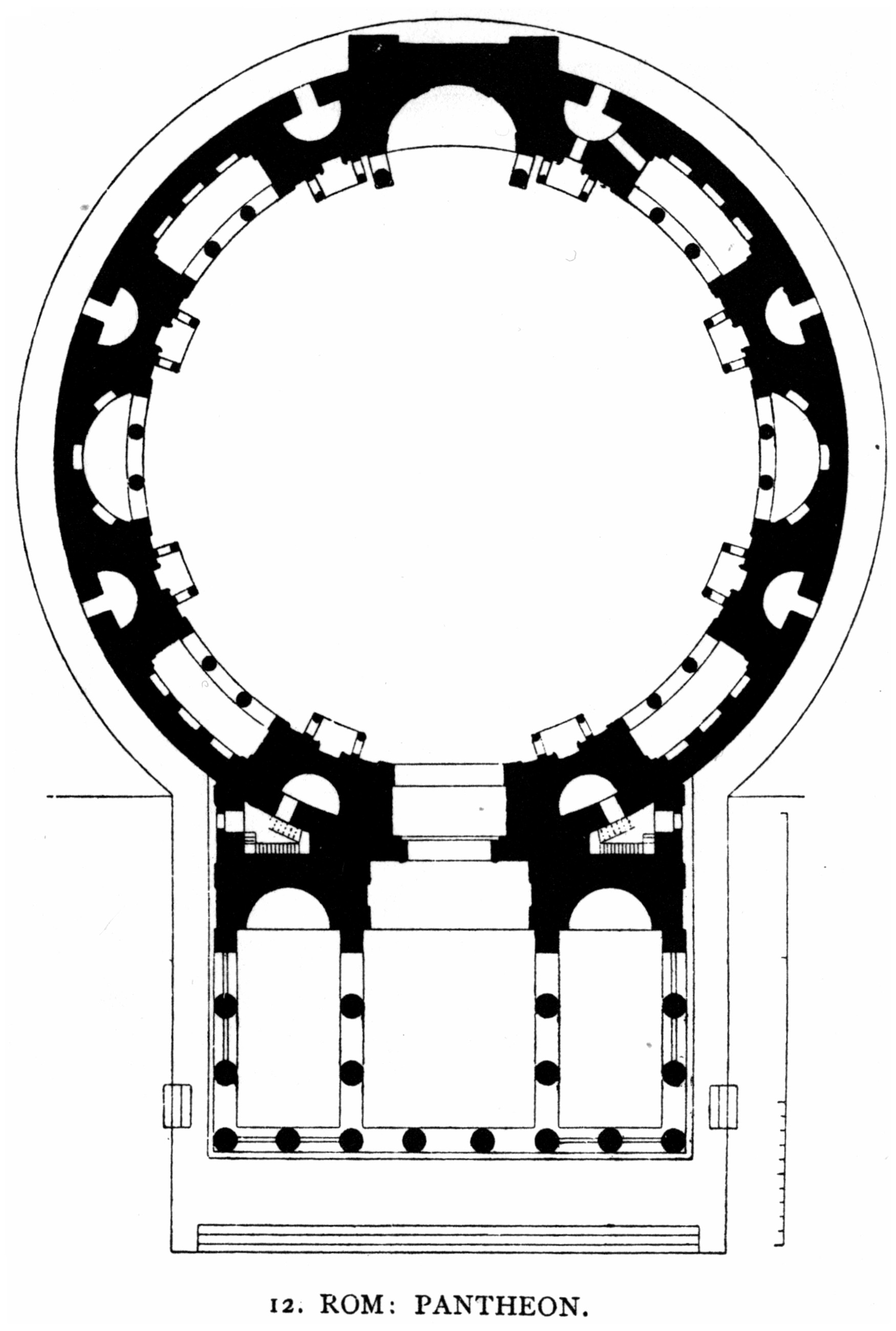
Grundriss des Pantheons
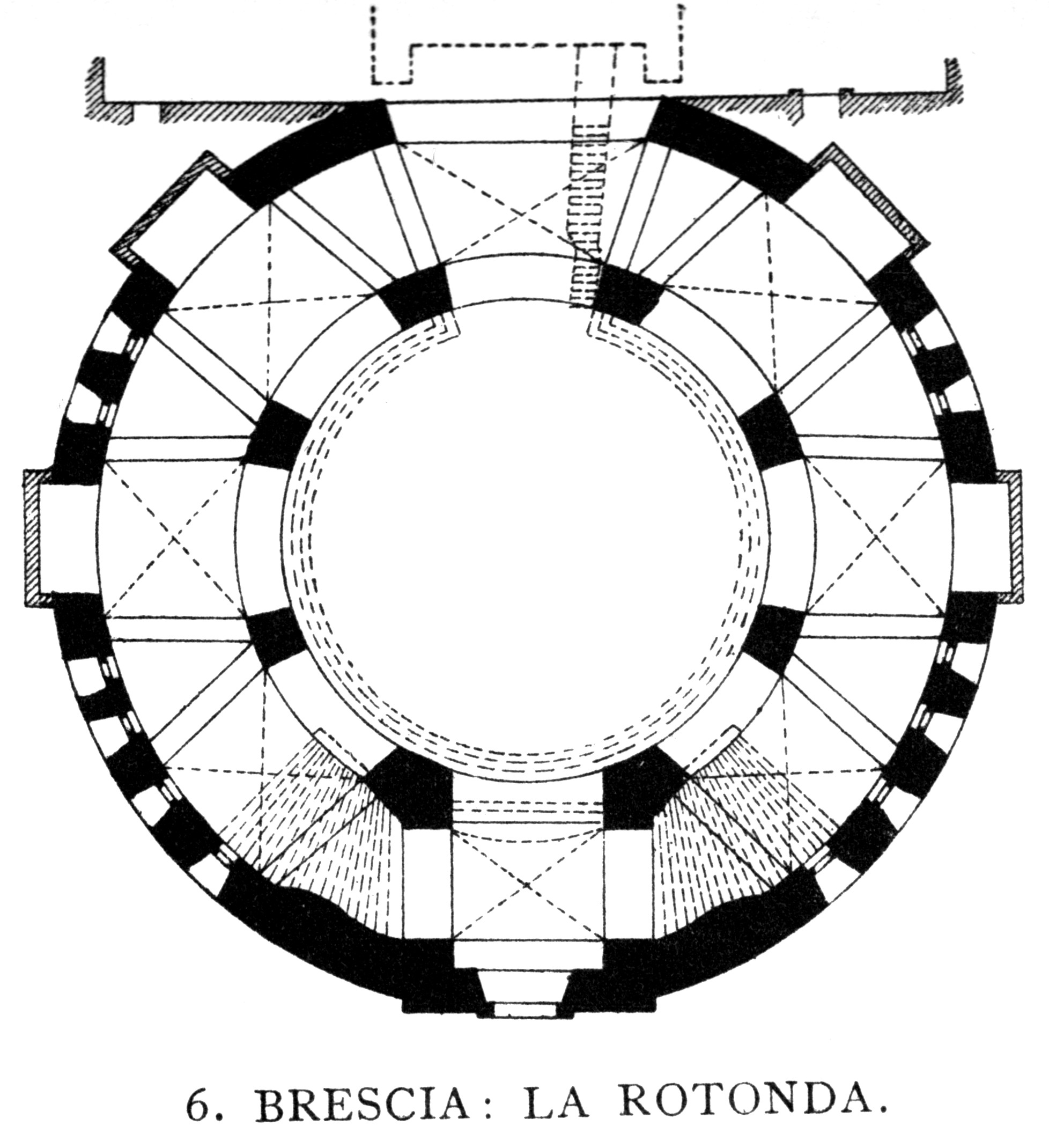
Brescia, Rotonda
Grabmal des Theoderich, Ravenna ab 520
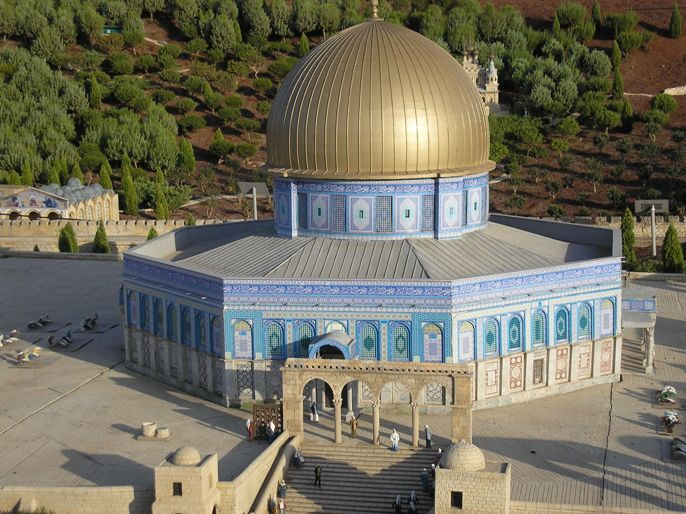
Felsendom in Jerusalem, ab 7. Jh.
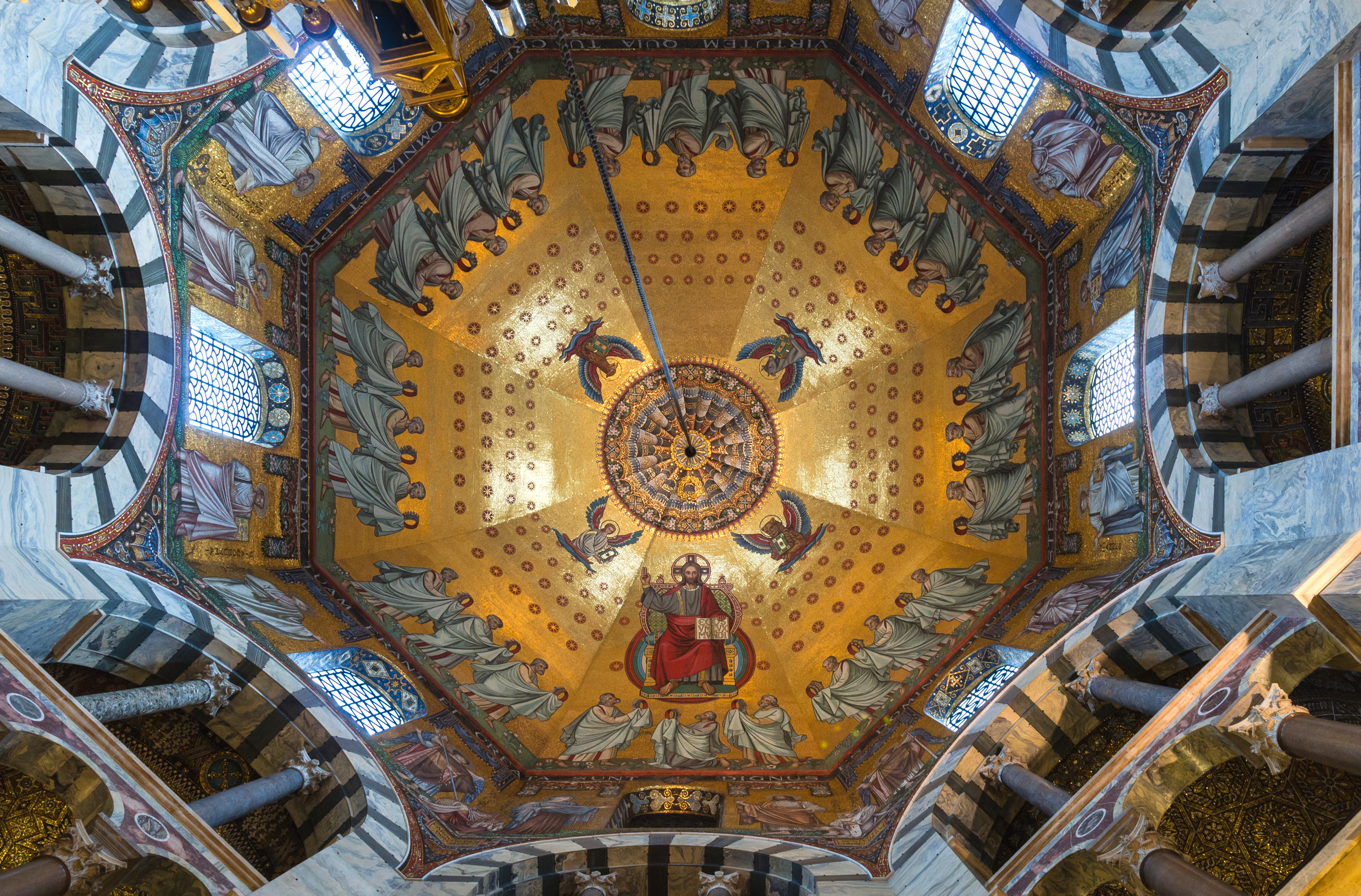
Oktogon des Aachener Doms, einstige Pfalzkapelle Karls des Großen, Ende 8. Jahrhundert
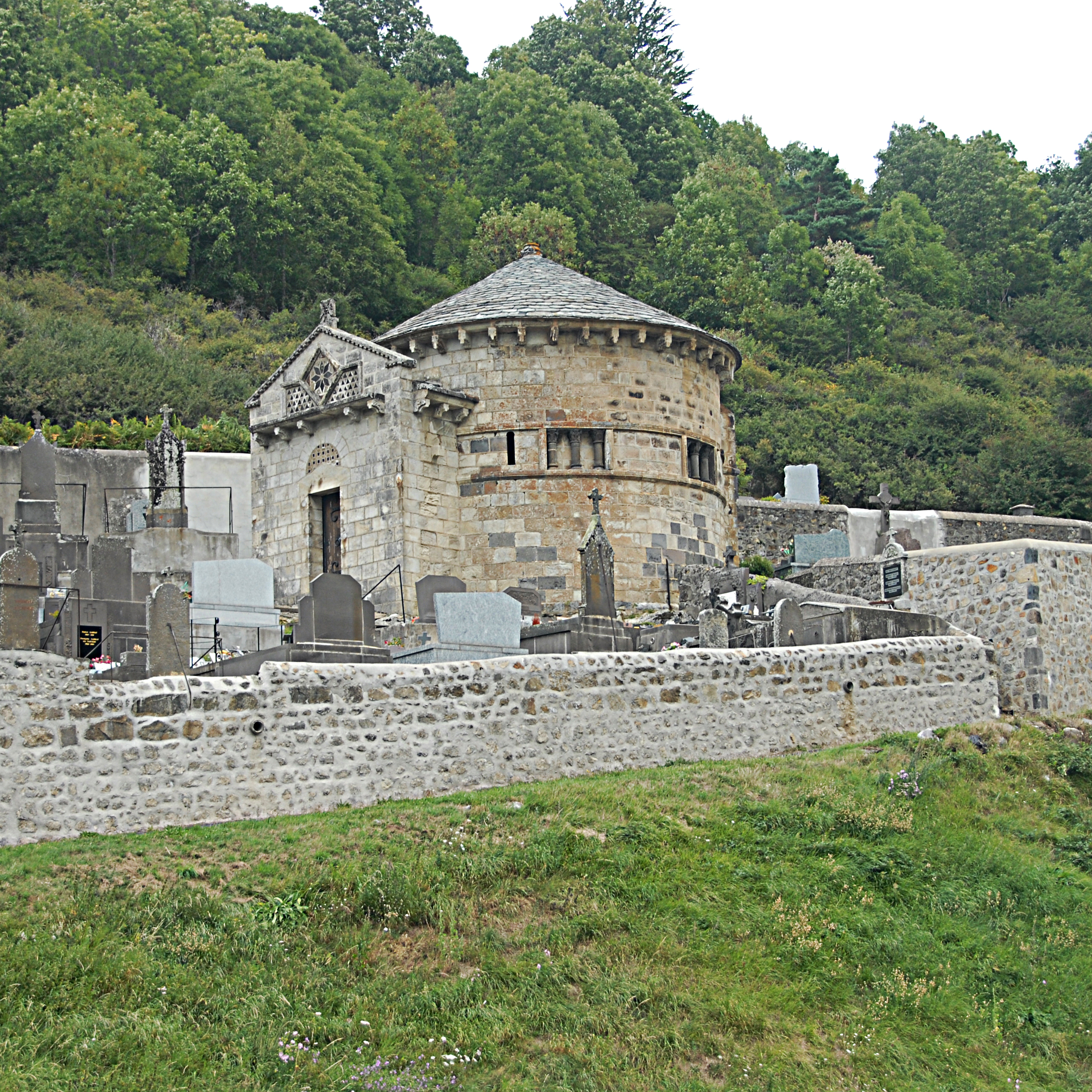
Friedhofskapelle Chambon-sur-Lac, Frankreich, 10. und 12. Jh.
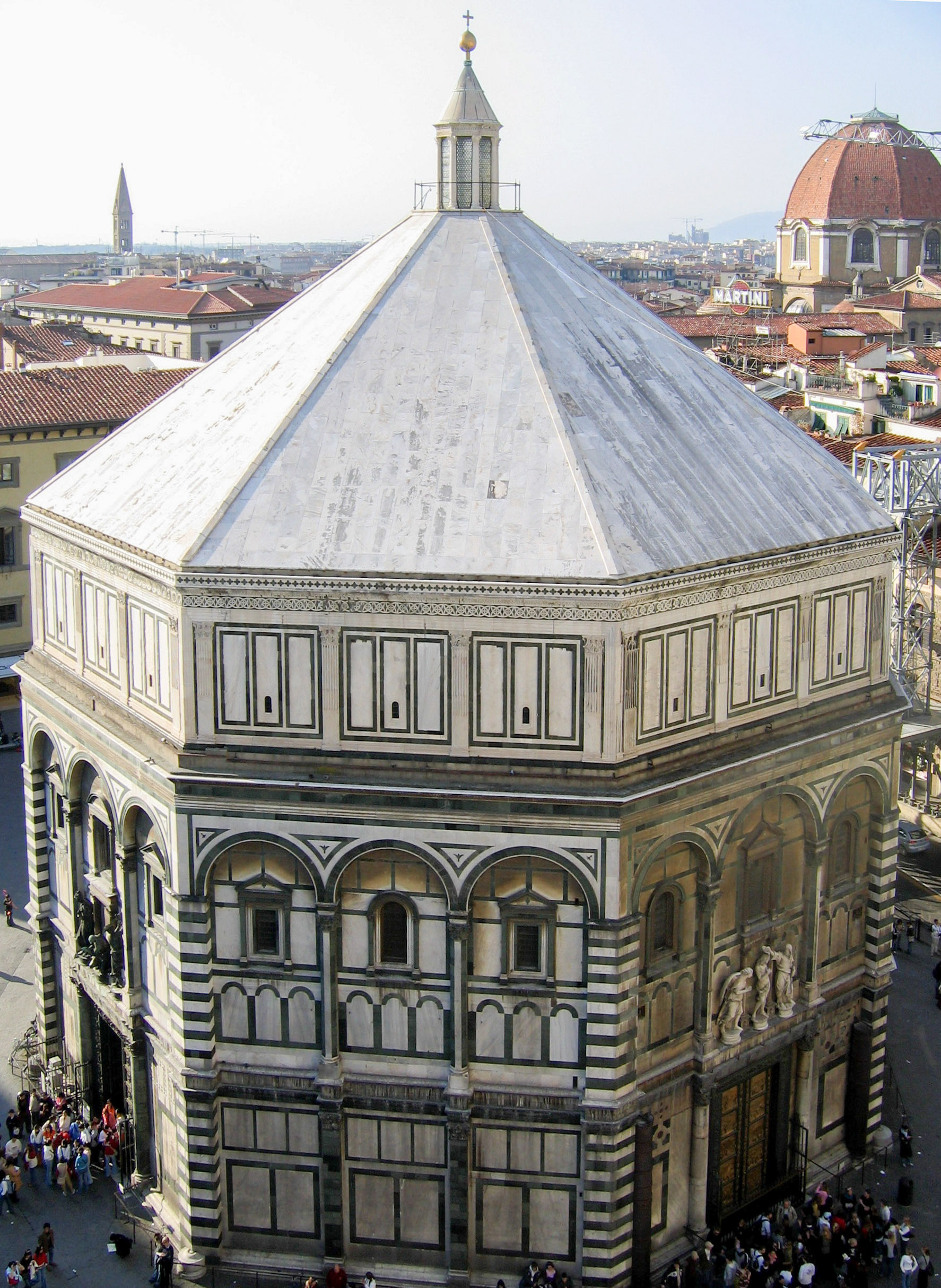
Baptisterium San Giovanni des Doms von Florenz, 11. Jahrhundert
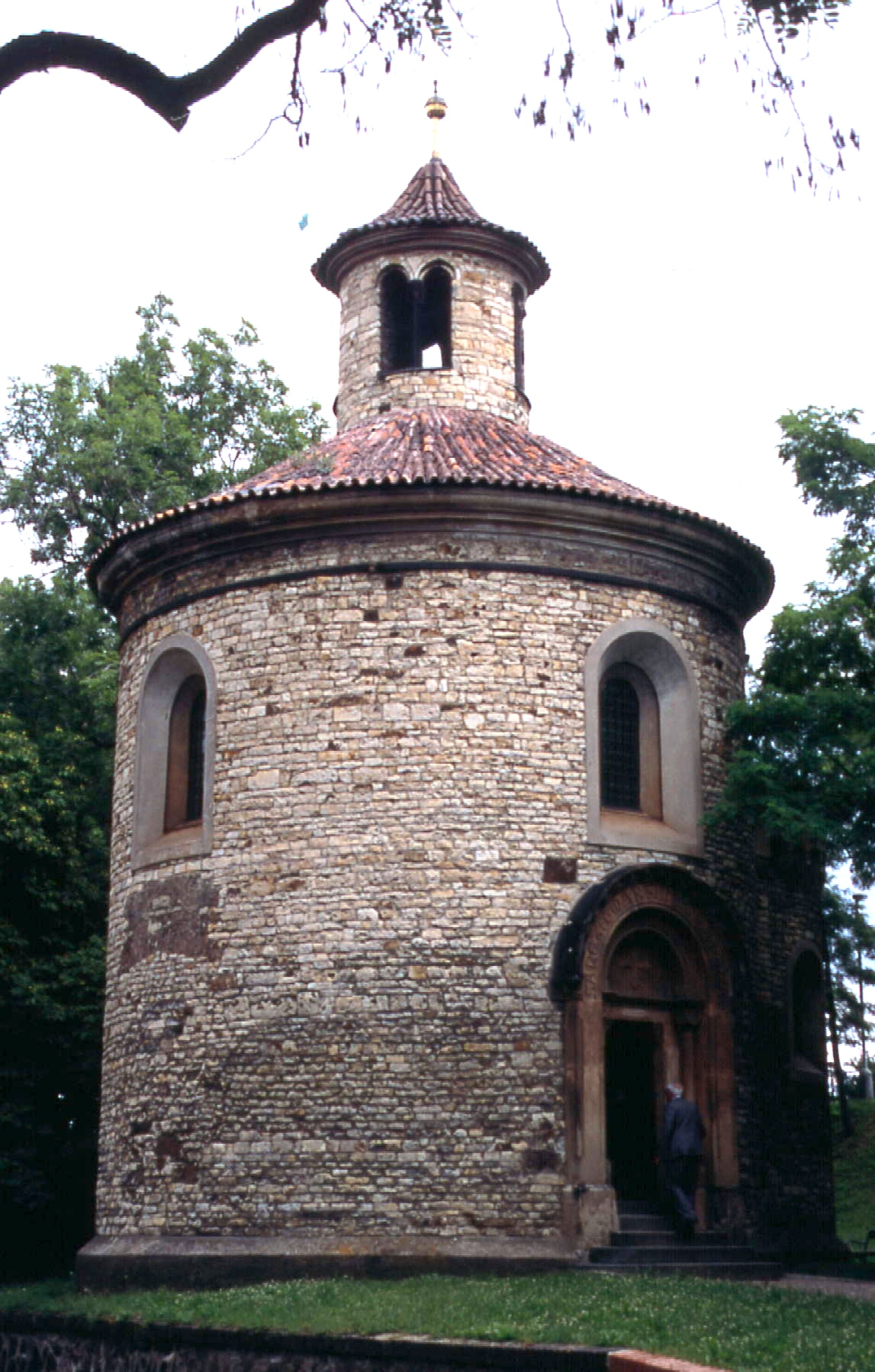
St.-Martins-Rotunde, Prag, ab 1080
Liebfrauenkirche Trier, ab 1230
Tempietto dir Bramante bei San Pietro in Montorio, Rom, ab 1502
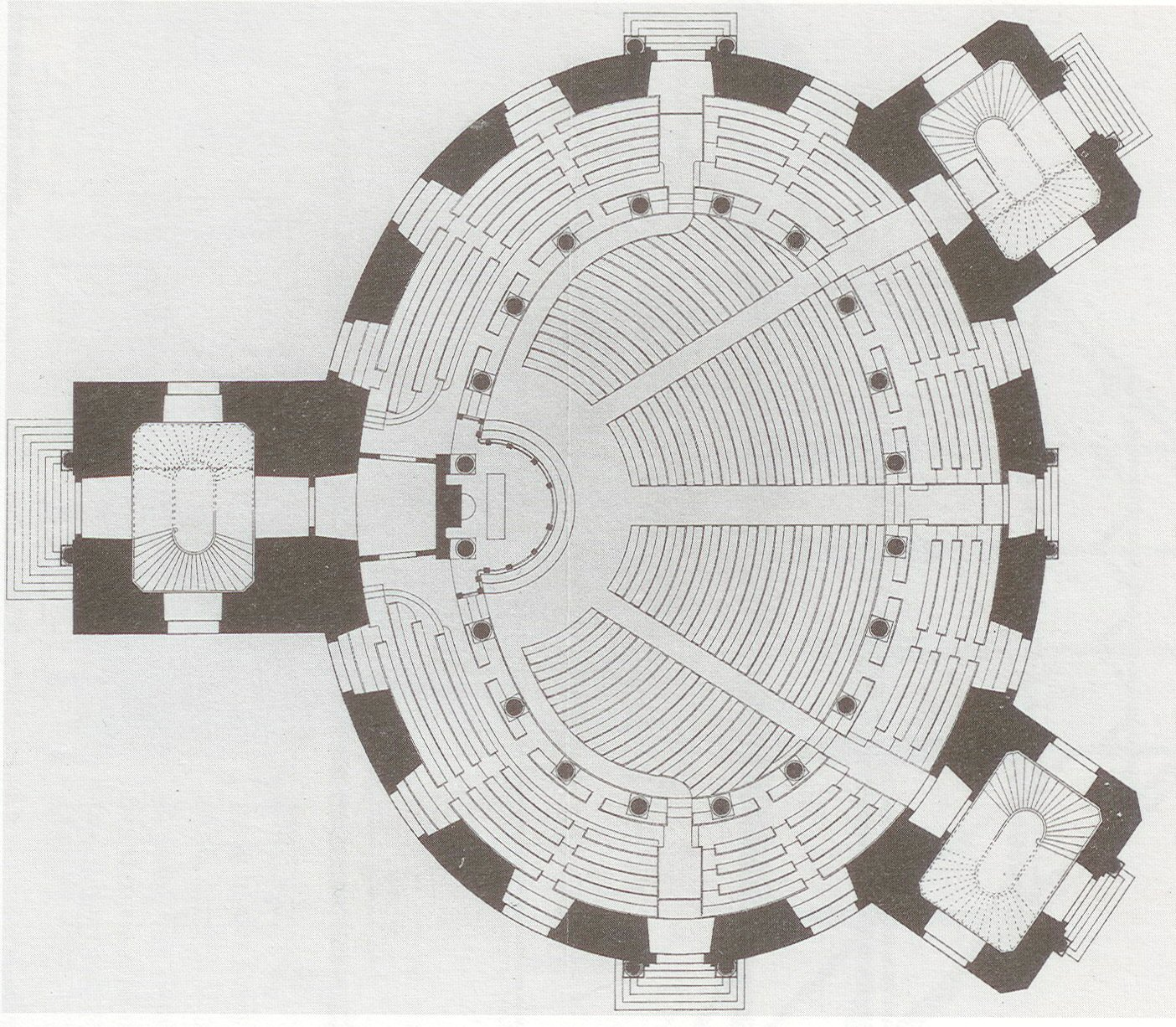
Frankfurter Paulskirche, ab 1789
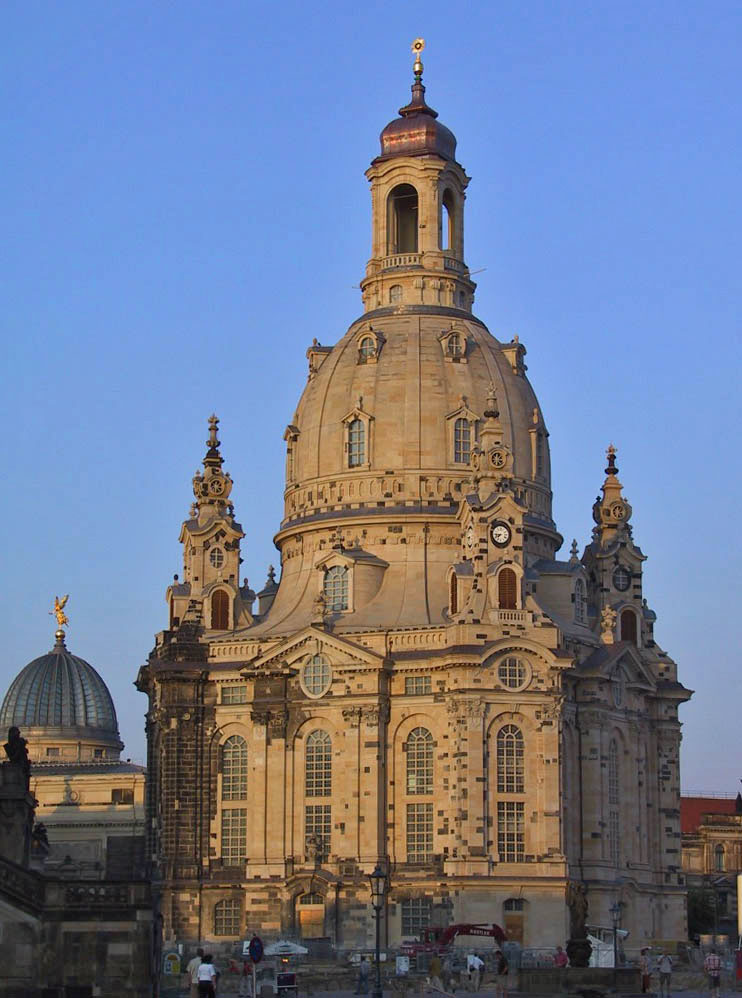
Frauenkirche in Dresden, ab 1726
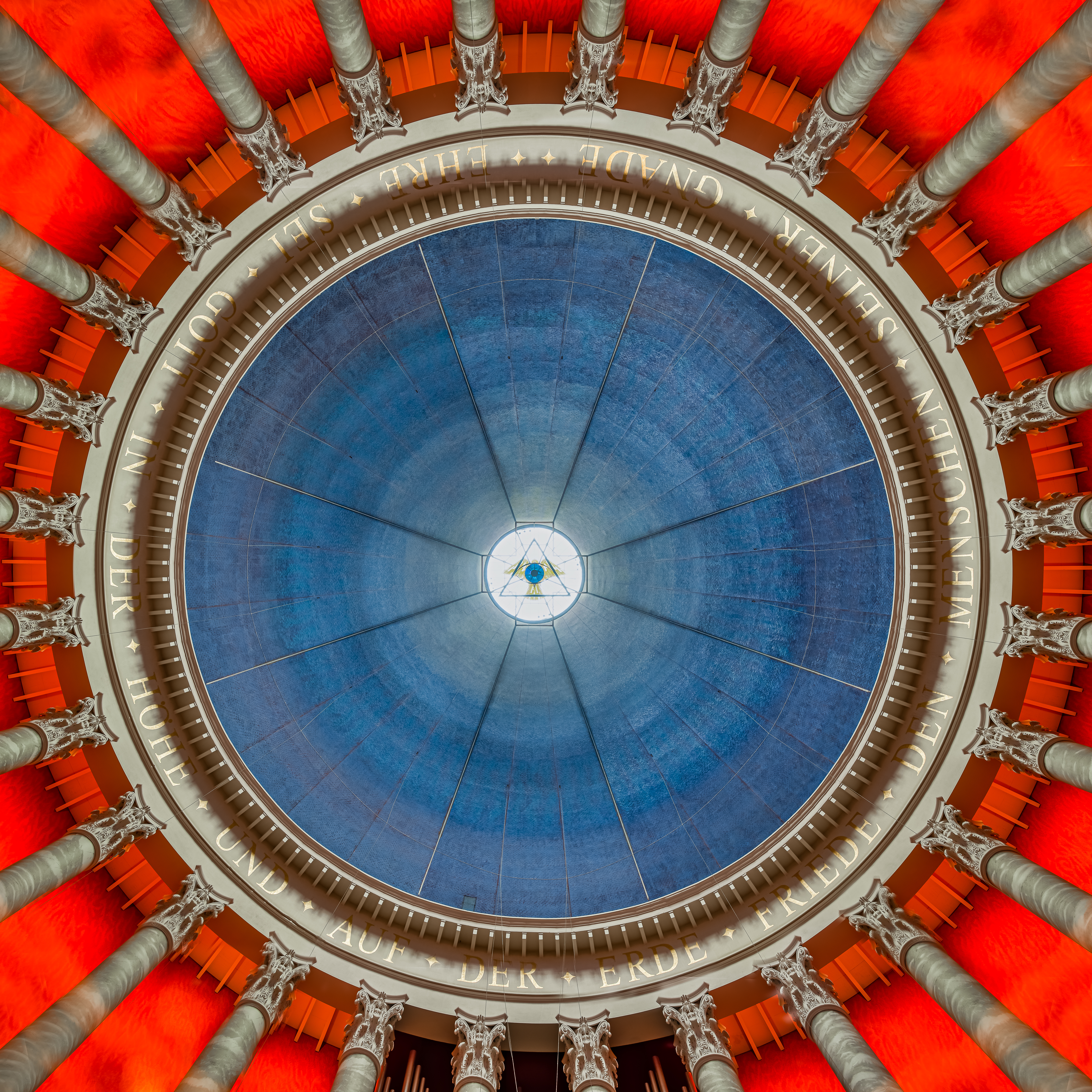
Ludwigskirche Darmstadt, 1822–1827
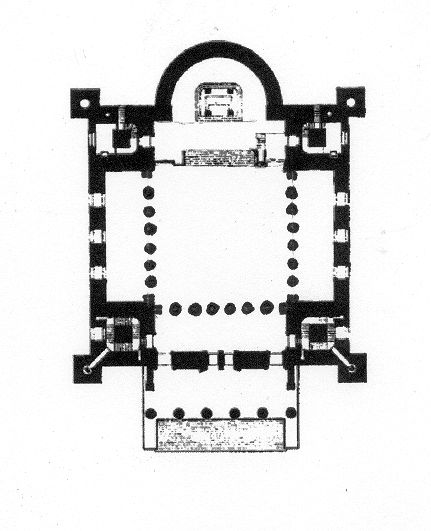
Nikolaikirche Potsdam, an 1830, Kuppel ab 1842
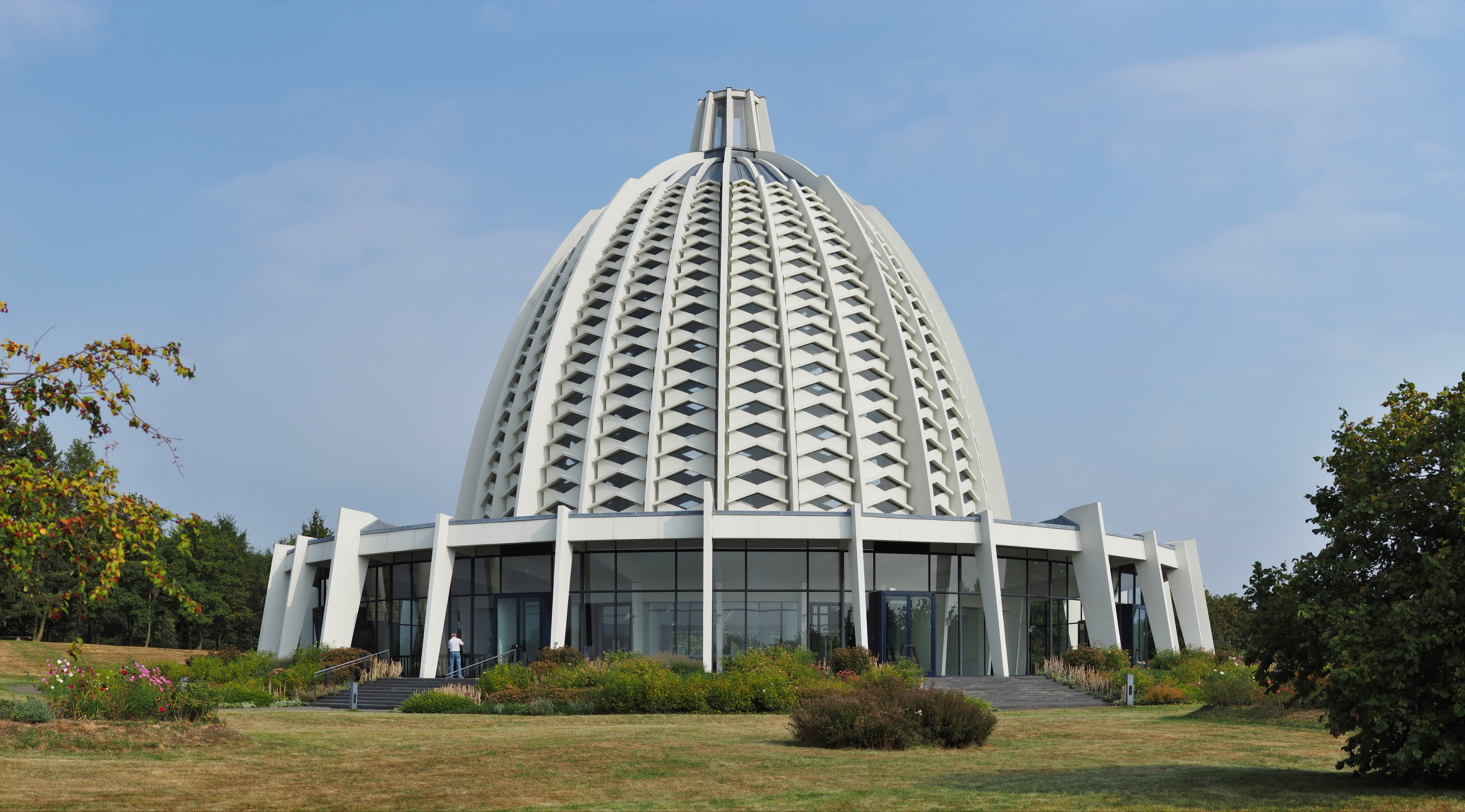
Bahai-Tempel in Langenhain bei Frankfurt/Main, ab 1960

Weitere bedeutende Zentralbauten sind:
- Markusdom in Venedig, begonnen 976
- Rotonda di San Lorenzo in Mantua, Ende 11. Jahrhundert
- Der Plenarsaal des Hauses des Landtags in Nordrhein-Westfalen, 1988

### Sonderformen

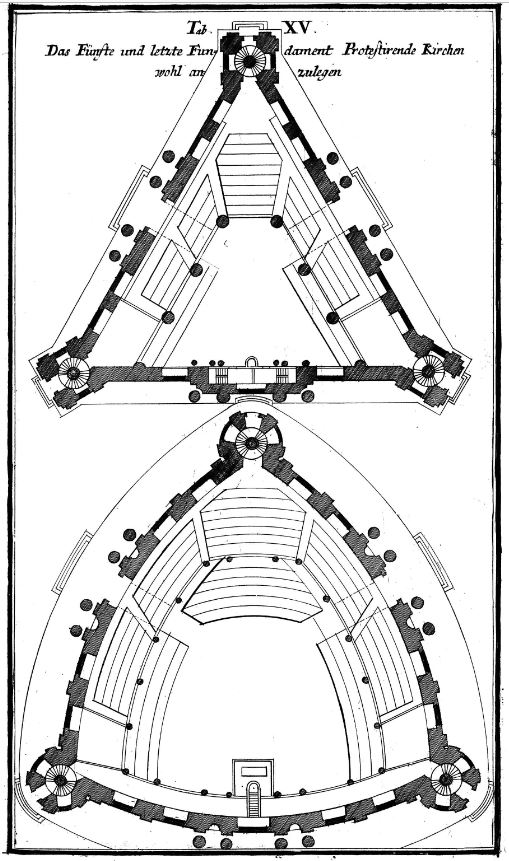
Studienentwürfe für dreieckige Zentralbaukirchen (Leonhard Christoph Sturm, 1718)

Der Architekturtheoretiker Leonhard Christoph Sturm veröffentlichte 1718 zu Studienzwecken zwei Zentralbauten für protestantische Kirchen auf dreieckigem Grundriss.
Ein seltsamer Bau ist die im Äußeren 14-seitige und im Innern 7-seitige (heptagonale) Grundrissform der Kirche Notre-Dame de l’Assomption in Rieux-Minervois im südfranzösischen Département Aude in der Region Okzitanien.